# Fenvalérate
Le Fenvalérate est un insecticide pyréthrinoïde, organochloré, à large spectre (plus particulièrement utilisé comme acaricide).